# David Nelson (acteur)
Pour les articles homonymes, voir David Nelson et Nelson.
David Nelson (né le 24 octobre 1936 à New York et mort le 11 janvier 2011  à Century City (Los Angeles)) est un acteur américain.
Ses parents sont Ozzie Nelson et Harriet Nelson. Il est le frère de Ricky Nelson.

## Filmographie partielle
- 1952-1966 : The Adventures of Ozzie and Harriet (sitcom de 435 épisodes)
- 1952 : Here Come the Nelsons de Frederick de Cordova
- 1957 : Les Plaisirs de l'enfer (Peyton Place) de Mark Robson
- 1959 : Le Cirque fantastique (The Big Circus) de Joseph M. Newman
- 1959 : La Chevauchée des bannis (Day of the Outlaw) d'André de Toth
- 1959 : -30- de Jack Webb
- 1978 : Faut trouver le joint (Up in Smoke) de Lou Adler et Tommy Chong
- 1983 : Drôle de collège (High School U.S.A.) de Rodney Amateau (téléfilm)
- 1990 : Cry-Baby de John Waters